# Was haben wir gelernt, Charlie Brown?
Was haben wir gelernt, Charlie Brown? aus dem Jahr 1983 ist ein Peanuts-Zeichentrickfilm. Der Film basiert auf den Comics des Zeichners Charles M. Schulz und ist eine Fortsetzung des Spielfilmes Gute Reise, Charlie Brown aus dem Jahr 1980. Mit diesem Film gewann Schulz den Peabody Award, da er die Ereignisse des Ersten und Zweiten Weltkrieges dem Zuschauer kindgerecht vermittelt.

## Handlung
Zu Beginn des Filmes sucht Charlie Brown aus seinem Bücherregal ein Fotoalbum heraus und betrachtet die Fotos seines Schüleraustausches in Frankreich. Sally kommt hinzu und fragt, was passiert sei, nachdem die Truppe das Chateau damals verlassen habe.
Charlie erzählt: Nachdem es zu einem Unfall auf einer Landstraße gekommen war, fuhren sie mit ihrem Citroën 2CV in Richtung Calais. Doch unterwegs versagte der Motor und das Auto brach zusammen. Auf einem Schrottplatz außerhalb eines Ortes tauschten sie das Auto gegen ein anderes ein, ebenfalls ein 2CV, jedoch mit Kurbelanlasser.
Nachdem sich die Truppe verfahren hatte, machte sie völlig müde und erschöpft an einer Küstenstraße Rast und übernachtete auf einer freien Wiese. Im Morgengrauen erwacht Linus plötzlich und läuft zum Strand. Diesen erkennt er als Omaha Beach. Bildlich stellt er sich vor, wie die Alliierten am D-Day den Strand stürmten. Schnell weckt er die Anderen und berichtet ihnen von den Geschehnissen des 6. Juni 1944. Sie erklimmen den Pointe du Hoc und den Amerikanischen Soldatenfriedhof und lassen sich die Ereignisse durch den Kopf gehen. Kurze Zeit später besuchen sie in Arromanches-les-Bains ein Restaurant und werden von Linus über die Geschehnisse am Gold Beach und am Juno Beach aufgeklärt.
Nach einiger Zeit verlässt die Truppe die Gegend und versucht Calais zu finden. Allerdings verfahren sie sich wieder und stoppen in Flandern an einem Mohnblumenfeld. Linus rezitiert das Gedicht Auf Flanderns Feldern als Erinnerung an die dortigen Geschehnisse während des Ersten Weltkrieges. Als sie das Feld verlassen, fragt Linus Charlie „Was haben wir gelernt?“

## Synchronisation
Der Film wurde zweimal synchronisiert. Die erste Fassung entstand in den späten 1980er Jahren bei der Beta-Technik Gesellschaft für Filmbearbeitung mbH in München. Andrea Wagner schrieb das Dialogbuch und führte Regie.
| Rolle                                 | Englischer Sprecher  | Synchronsprecher (1988/1989) |
| ------------------------------------- | -------------------- | ---------------------------- |
| Charlie Brown                         | Brad Kesten          | Inga Nickolai                |
| Sally Brown                           | Stacy Heather Tolkin | Anke Kortemeier              |
| Linus van Pelt                        | Jeremy Schoenberg    | Hubertus von Lerchenfeld     |
| Marcie                                | Michael Dockery      | Sabine Bohlmann              |
| Shermy                                | Michael Dockery      | N. N.                        |
| Peppermint Patty                      | Victoria Vargas      | Alexandra Ludwig             |
| Snoopy/Woodstock                      | Bill Meléndez        | O-Ton                        |
| französische Dame                     | Monica Parker        | Alice Franz                  |
| Dwight D. Eisenhower (Archivaufnahme) | Dwight D. Eisenhower | Til Kiwe                     |

## Nebensächliches
- Charles M. Schulz nahm an den Geschehnissen des Zweiten Weltkrieges als Soldat selbst teil und landete im Januar 1945 in Le Havre, nahe der Landungsstrände.
- Wie Gute Reise, Charlie Brown zeigt auch dieser Film die Handlungsorte äußerst genau und realitätsnah.
- Im Film gibt es zwei Running Gags: Charlie Brown schlägt jedes Mal beim Anlassen des Motors die Kurbel zurück und es kommen regelmäßig Gänse vor, von denen eine Gans Snoopy immer in den Schwanz beißt.